# Ágios Ioánnis (Eubée)
Pour les articles homonymes, voir Ágios Ioánnis.
Ágios Ioánnis, en grec moderne : Άγιος Ιωάννης, est un village du dème de Kými-Alivéri, sur l'île d'Eubée, en Grèce.
Selon le recensement de 2011, la population d'Ágios Ioánnis compte 896 habitants. 